# Plioplatecarpinae
Die Plioplatecarpinae sind eine Unterfamilie der Mosasaurier. Zu ihnen gehörten vor allem Formen mit kurzem Körper (nur 29 oder weniger Wirbel vor den Beckenwirbeln). Die Schädel der meisten Plioplatecarpinae sind hoch kinetisch und haben sowohl im Ober- als auch im Unterkiefer bewegliche Knochen. Letzteres gilt nicht für Prognathodon und Plesiotylosaurus, die gerade, konische Zähne und ein Quetschgebiss haben.
Die Hämalbögen sind nicht mit der Schwanzwirbelsäule verwachsen. Ausnahme ist hier wieder Prognathodon. Die Zuordnung von Prognathodon und Plesiotylosaurus in die Unterfamilie ist umstritten. Bell stellt sie, als nahe Verwandte von Globidens, in die Mosasaurinae.

## Gattungen
- Ectenosaurus
- Igdamanosaurus
- Platecarpus
- Plioplatecarpus
- Selmasaurus
- Yaguarasaurus
- Plesiotylosaurus, Zuordnung umstritten
- Prognathodon, Zuordnung umstritten

## Quelle
- Ben Creisler: Mosasauridae Translation and Pronunciation Guide Plioplatecarpinae